# Corona di Teodolinda
La corona detta di Teodolinda è una corona votiva conservata presso il Museo del Duomo di Monza, esempio di oreficeria altomedievale, databile al VI-VII secolo.

## Descrizione
Si tratta di un diadema in oro, gemme e madreperla, di gusto bizantineggiante. Le gemme che la rivestono, di forma circolare o quadrata, sono racchiuse da sottili lamine d'oro e sono disposte in cinque ordini paralleli. 
Si notano anche dei piccoli fori lungo i bordi perlinati superiore ed inferiore, evidentemente usati per esporre la corona ed agganciarvi decorazioni pendenti.
Anche se meno nota e di minore importanza storica di altri gioielli del tesoro monzese, questa corona è forse uno dei gioielli più eleganti della raccolta.
Recenti studi sul gioiello hanno portato a collocarlo ancor più addietro nel tempo, attribuendolo alla regina ostrogota Amalasunta, figlia di Teodorico il Grande.